# CNN Business
CNN Business (antes CNN Money) es un sitio web de noticias e información financiera operado por CNN. El sitio web se formó originalmente como una empresa conjunta entre CNN y las revistas Fortune y Money de Time Warner. Desde la escisión de los activos editoriales de Time Warner como Time Inc. (y su posterior venta a Meredith Corporation), el sitio ha funcionado como una filial de CNN.

## Historia
CNN Money se lanzó en 2001, reemplazando el sitio web CNNfn. Time Warner también había anunciado la intención de relanzar la red de televisión CNNfn bajo el sobrenombre de CNN Money, pero esos planes fueron descartados.
Antes de junio de 2014, el sitio web funcionaba como una empresa conjunta entre CNN y dos revistas de negocios publicadas por Time Warner; Fortune y Money. En junio de 2014, los activos editoriales de Time Warner se dividieron como Time Inc.; como resultado, las tres propiedades lanzaron presencias web separadas y CNN Money introdujo un nuevo logotipo que eliminó la marca denominativa de la revista Money de su marca. Con el relanzamiento, el director de CNN, Jeff Zucker, también prometió mayores sinergias entre el sitio web y el canal de CNN, como segmentos de marca y el cambio de marca del programa financiero semanal de CNN Your Money como CNNMoney.
En octubre de 2018, CNN relanzó la vertical como CNN Business; la nueva marca se centra en la «transformación digital de los negocios y cómo está alterando todos los rincones de la economía global». El relanzamiento se produjo junto con la apertura de una nueva oficina en San Francisco. Al igual que con CNNMoney, contará con el apoyo de segmentos de marca en la televisión de CNN, así como también de contenido de transmisión.